# Кипрско-арабский язык
Кипрско-арабский язык (маронитский кипрско-арабский язык, кормакити; англ. Cypriot Maronite Arabic) — один из наиболее сильно отличающихся языков арабской группы, наряду с мальтийским языком. Распространён среди маронитской общины Кипра.

## Происхождение
Язык происходит от арабских диалектов маронитов, переселившихся в значительном числе на Кипр в VIII—IX веках из-за арабского завоевания их родины — территории современного Ливана. В дальнейшем этот диалект не только развивался практически в полной изоляции от остальных арабских разновидностей, но и испытал очень сильное влияние кипрско-греческого и сирийского языков.

## Распространение
Согласно первой переписи населения в независимом Кипре в 1960 году на Кипре насчитывалось 2752 маронита, которые жили в основном в четырёх маронитских деревнях: Кормакитис, Асоматос (тур. Özhan), Айя-Марина и Карпаша. В результате турецкого вторжения 1974 года все эти деревни оказались на оккупированной турками территории, а большинство их жителей бежало на юг. Сейчас основная масса маронитов сосредоточена в столице Никосии. Незначительное число ещё остаётся в деревне Кормакитис (тур. Koruçam) в турецкой части Кипра, а также в Лимасоле. Большинство носителей старше 30 лет, так как большинство молодого поколения полностью перешло на греческий или на греческий и турецкий, частично из-за смешанных браков с греками-киприотами.

## Письменность
В прошлом для записи кипрско-арабского языка использовались арабское и греческое письмо. В настоящее время в рамках проекта по ревитализации языка разработан алфавит на латинской основе:
| A | B | C | D | Δ | E | F | G | Ġ | Ċ | I | J | K | L | M | N | O | P | Θ | R | S | T | U | V | W | X | Y | Z | Ş |
| a | b | c | d | δ | e | f | g | ġ | ċ | i | j | k | l | m | n | o | p | θ | r | s | t | u | v | w | x | y | z | ş |